# Bethany Mota
Pour les articles homonymes, voir Mota.
Bethany Noel Mota, née le 7 novembre 1995 en Californie, est une blogueuse mode américaine populaire sur YouTube. Elle commence ses vidéos à l'adolescence, en 2009, sur sa chaîne « Macbarbie07 ».
Elle se fait connaitre grâce à ses tutoriels et ses conseils mode et beauté. Elle devient populaire aux États-Unis et la marque Aéropostale la contacte pour créer une ligne de vêtements en collaboration.

## Biographie
Née en Californie dans le comté de Merced, elle est d'ascendance portugaise et mexicaine. Elle est scolarisée à la maison pendant la plupart de son éducation, mais fréquente l'école publique de la troisième à la sixième année scolaire.

### Youtube
Bethany Mota lance en 2009 sa chaîne YouTube pour échapper au stress provoqué par le harcèlement qu'elle subit,. Son ascension est fulgurante ; elle compte en 2016 plus de 10 millions d'abonnés qui se font appeler les « Motavator ». Elle organise d'ailleurs ce qu'elle appelle des « Motavatours », des voyages destinés à rencontrer ses fans dans un bus afin de promouvoir sa collection de vêtements.
En janvier 2014, Business Insider estime qu'elle gagne 40 000 $ (soit 36 000 €) par mois grâce à ses vidéos.
Grâce à sa popularité chez les jeunes, plusieurs marques décident de faire un partenariat avec elle. En échange, elle fait des vidéos donnant son avis sur un produit. Grâce à ça, elle reçoit des codes promotionnels et des cadeaux qu'elle partage avec ses abonnés.
En 2014, elle est choisie pour participer à la première campagne de publicité de YouTube. Le magazine Time la classe au sixième rang des 25 adolescents les plus influents de l'année 2014. Elle interviewe le président américain Barack Obama le 22 janvier 2015 dans le cadre d'une initiative de la Maison Blanche pour atteindre un public plus large après son discours sur l'état de l'Union de 2015.

### Mode
En dehors de sa passion pour YouTube, Bethany Mota conclut des partenariats avec JCPenney et Forever21[Quand ?].
En décembre 2013, elle lance une ligne de vêtements et d'accessoires chez Aéropostale. Elle devient donc styliste ; de cette collaboration naît la ligne « Motavator » destinée aux adolescentes.
En juillet 2015, la marque Aeropostale annonce la sortie pour la rentrée du parfum "Bethany Mota" dans leurs magasins. Une odeur choisie par Bethany ainsi que sa bouteille spéciale qui représente parfaitement la Youtubeuse. Un deuxième parfum, "Bethany Noel" , est commercialisé fin juillet pour la rentrée de 2015. 

### Musique
Le 13 octobre 2014, Bethany Mota sort son premier single en duo avec Mike Tompkins, Need You Right Now,, qui se classe troisième sur iTunes à sa sortie.
Le 24 juin 2015, Bethany et son ami Kurt Hugo Schneider qui est aussi youtubeur (dans le domaine de la chanson) sort un cover de Flashlight, chanson du film Pitch Perfect 2 qui est interprété par Jessie J.
Le 14 août 2015, Bethany publie une chanson originale Be Who You Want To Be avec des paroles qui lui tiennent à cœur. Cette chanson est un message inspirant pour ses fans.
Le 11 décembre 2015, Beth refait un partenariat avec Kurt afin de réaliser un "medley" des chansons de l'artiste Ed Sheeran.

### Télévision
En 2014, elle fait une apparition dans Project Runway, émission dans laquelle elle est un juge invité le temps d'un épisode.
La même année, Bethany Mota participe avec Derek Hough à la 19e saison de Dancing with the Stars aux États-Unis. Elle arrive jusqu'à la finale et obtient la 4e place.

## Discographie
- 2014 : Need You Right Now (feat. Mike Tompkins)
- 2015 : Flashlight (feat. Kurt Hugo Schneider)

## Émissions télévisées
- 2014 : Project Runway
- 2014 : Dancing with the Stars

## Distinctions

### Récompenses
- Streamy Awards
  - 2014 : Programme fashion
- Teen Choice Awards
  - 2014 : Star féminine du web
  - 2015 : Star féminine du web

### Nominations
- Streamy Awards
  - 2014 : Artiste de l'année
- Teen Choice Awards
  - 2014 : Web star fashion